# Самедова Фазіля Ібрагім-кизи
Фазіля Ібрагім кизи Самедова (азерб. Səmədova Fəzilə Ibrahim qızı; 29 березня 1929, м. Шемаха, Азербайджанська РСР — 8 січня 2020) — азербайджанський інженер, хімік-технолог, доктор хімічних наук, член-кореспондент Національної академії наук Азербайджану.

## Біографія
Фазіля Самедова народилася в місті Шемахі в багатодітній родині. Батько, випускник Шемахинського російської реального училища, досить престижного на Кавказі початку XX ст. навчального закладу, працював на керівних посадах, був секретарем райкому, заступником міністра. Мати, хоча і не мала освіти, була інтелігенткою. Всі діти в родині отримали технічну освіту.
Коли Фазіля була маленькою, батька направили на роботу до Баку, і сім'я переїхала до столиці. Тут Фазіля пішла до школи № 132. За словами Самедової, з цієї школи згодом вийшло багато діячів культури і науки Азербайджану. Після закінчення школи в 1946 році із золотою медаллю, Фазіля ханум без іспитів вступила до університету. За прикладом брата хотіла стати геологинею, їздити в експедиції, але брат наполіг подати заяву на хіміко-технологічний факультет Азербайджанського індустріального інституту (з 1992 року — Азербайджанська державна нафтова академія). Після закінчення інституту в 1951 році Фазіля Самедова отримала диплом інженера хіміка-технолога.
Пропрацювавши інженеркою на Новому Бакінському нафтопереробному заводі протягом року, в грудні 1952 року рішенням Наукової ради Азербайджанського промислового інституту Фазіля Самедова вступила до аспірантури Московського інституту нафти імені В. М. Губкіна та закінчила її у 1955 році. В лютому 1956 року під керівництвом професора Н. В. Черножукова Самедова захистила кандидатську дисертацію і здобула ступінь кандидата технічних наук. Пізніше, захистивши дисертацію по темі «Дистиляція бакинських парафінових нафт з допомогою економічно вигідних технологій, отримання залишкових масел і перспективи їх організації в Азербайджані», Самедова здобула докторський ступінь з хімії. У 1987 році — професор, а з 1995 року — дійсна член Нью-Йоркської Академії наук.
Після закінчення Московського нафтового інституту до 1960-го року працювала в Інституті нафти і хімії імені М. Азізбекова на кафедрі «Хімія і технологія нафт». З 1960-го по 1981 роки Самедова працювала в лабораторії «Хімія і технологія масел» Азербайджанського державного інституту нафтохімічних процесів імені М. Алієва старшою науковою співробітницею. З 1982 року до сьогоднішнього дня завідує лабораторією «Дослідження нафт і технологія олій». З 2001 року — член-кореспондентка Національної академії наук Азербайджану.
Чоловік Самедової — кандидат геолого-мінералогічних наук, доктор хімічних наук, професор кристалографії, заохочує і підтримує її наукову діяльність.
Дочка — кандидат геолого-мінералогічних наук, онук — магістр економіки, працює в приватній компанії.
Самедова активно подорожує. Починаючи з 1964 року постійно брала участь у міжнародних наукових симпозіумах і конференціях: Німеччина, Ірак (три місяці працювала консультанткою), Туреччина (місяць роботи), Пекін, Пакистан, Франція, Велика Британія, Угорщина, Італія, Чехословаччина, Бельгія, Австрія, побувала в багатьох містах Росії. Крім того дуже любить читати: «Наукова література — це, як правило кожен день, адже потрібно бути в курсі всього, не тільки по своїй спеціальності. Я читаю наукові журнали від кірки до кірки. Кожна стаття нехай навіть не з моєї області, але містить раціональне зерно, яке я беру на озброєння і застосовую». Фазіля Самедова володіє ліризмом, пише вірші, складає баяти, любить Володимира Пікуля.

## Наукова діяльність
Все наукове життя Фазілі Самедової присвячене дослідженню складу і властивостей азербайджанських нафт. Основні напрямки її діяльності — вивчення складу і властивостей нафт нових родовищ Азербайджану з метою видачі рекомендацій щодо їх раціональної сортування і переробки; розширення ресурсів сировини, поліпшення якості та удосконалення технології отримання масел, частина досліджень, проведених у даному напрямку, впроваджені в промисловість. Створені і запатентовані нові енергозберігаючі, екологічно чисті технологічні процеси з метою отримання високоіндексних низкозастиваючих масел. Вивчено склад та властивості високомолекулярних гетероатомних сполук, в тому числі мікроелементний склад азербайджанських нафт. Створено новий метод виділення асфальтенів. Створено банк даних фізико-хімічних властивостей Азербайджанських нафт і т. д.. Останнім часом Самедова веде дослідження з гідрокрекінгу нафти. Зокрема, створення та патентування нових технологічних процесів із низьким споживанням енергії для виробництва екологічно чистих базових масел.
Вчену неодноразово обирали членом Вчених рад та Спеціалізованих наукових комісій, як в Азербайджані, так і в інших країнах. Вона входить до редколегії двох наукових журналів. Співавторка 450 опублікованих робіт, серед яких 16 монографій, 70 винаходів. Фазіля Самедова підготувала 16 кандидатів і 4-х докторів наук.

## Нагороди та премії
- 1986 — Медаль «За трудову відзнаку»
- 2011 — медаль Олександра Гумбольдта (присуджена за рішенням Наукової ради і президії Європейської Академії Наук, за особливі заслуги в наукових дослідженнях).
- 2011 — диплом «Почесний учений Європи» (за рішенням Наукової Ради Європейського Наукового товариства, Міжнародного лицарського об'єднання та Президії Європейської Академії Природничих наук за вплив на наукову сферу).
- Орден «Слава»
- Медалі імені М. Алієва
- «За доблесну працю»
- Медаль, почесна грамота Державного комітету з проблем сім'ї, дітей і жінок.
- Почесні грамоти: МНХГ, СРСР, АН Азербайджанської СРСР, Азербайджанської державної нафтової кампанії
- Премія міжнародного товариства
- «Заслужений винахідник Азербайджанської РСР»
- «Заслужений діяч науки Азербайджану»
- « Інтелектуальна власність»

## Публікації
- Самедова Ф. И. Смазочные масла из бакинских парафинистых нефтей, Баку: Элм, 1987, 255 с.
- Самедова Ф. И., Мир-Бабаев М. Ф. Высокомолекулярные гетероатомные соединения нефтей Азербайджана. Баку: Нефис, 1992, 138 с.
- Самедова Ф. И. Теоретические основы процессов производства нефтяных масел
- Самедова Ф. И., Гусейнова Б. А. Азербайджанские нефти новых месторождений и их гетероатомные соединения. Баку: Элм, 2009. 323 с.